# TAF Deutsche Meisterschaft Orientalischer Tanz 2023

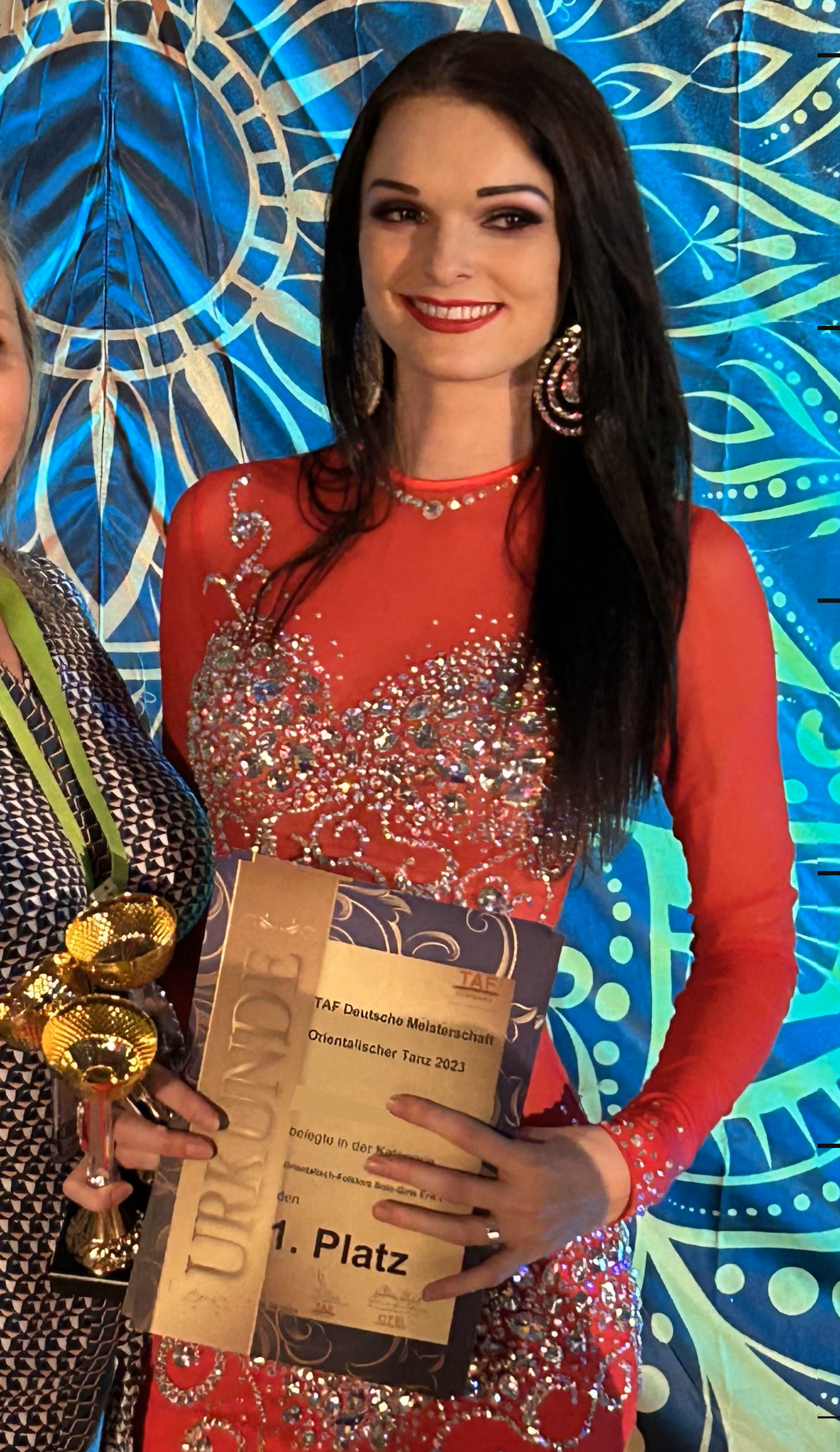
Franziska Fink, erfolgreichste Teilnehmerin mit dreimal Gold.

Die TAF Deutsche Meisterschaft Orientalischer Tanz 2023, der offizielle deutsche Meisterschaftswettbewerb zum Orientalischen Tanz unter der Schirmherrschaft des TAF Germany, fand am 23. und 24. September 2023 in der Rundsporthalle Baunatal statt. Der Meisterschaftsgewinn qualifiziert für internationale Wettbewerbe, etwa jene der International Dance Organization und den Dance World Cup.

## Organisation und Ablauf
Organisatoren und Jury

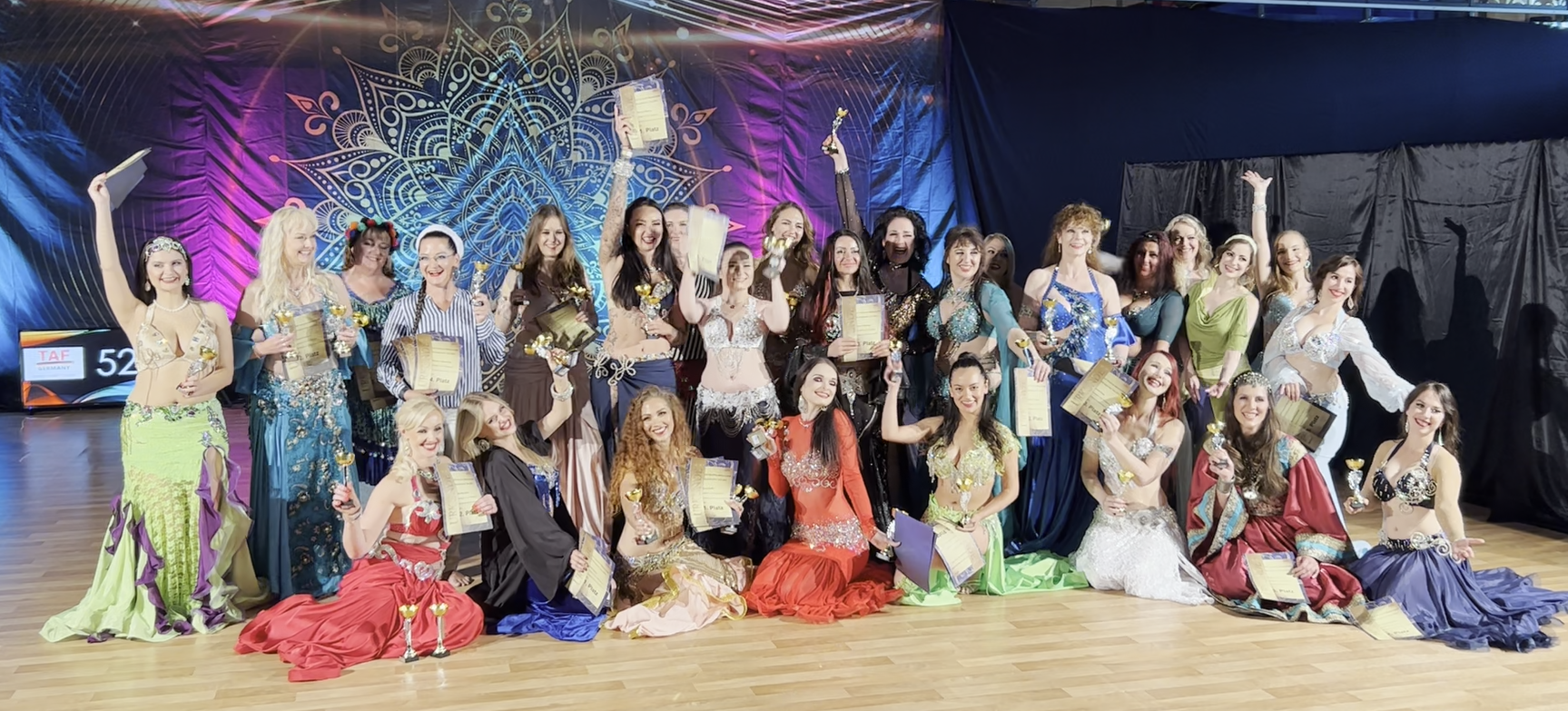
Siegerehrung der Meisterschaft 2023.

Die Organisatoren waren die OTB German Dance Company und der Bundesverband Orientalischer Tanz e.V. (BVOT). Mitglieder der Wertungsjury waren Ulrike "Enussah" Mimus, Shahena Hartmann, Laila Naima, Shahrazad Huisman, Alexandra Rederer und Kati Eichel.
Altersgruppen und Wettkampfteilnahme
Für die Teilnehmer gab es mehrere Altersgruppen: Mini-Kids (7 Jahre und jünger), Kinder (8–11 Jahre), Junioren (12–15 Jahre), Erwachsene 1 (16–34 Jahre), Erwachsene 2 (35–50 Jahre) und Erwachsene 3 (über 50 Jahre). Mit wenigen Ausnahmen waren die Teilnehmer ausschließlich Mädchen und Frauen, da nur wenige Männer Orientalischen Tanz praktizieren.
In den unterschiedlichen Tanz-Disziplinen kam es über die beiden Veranstaltungstage verteilt insgesamt zu rund 430 Starts und der Übergabe von 132 Pokalen und 96 Medaillen an die Gewinner.
Wettkampfregeln
Der Wettbewerb entzog sich der im Orientalischen Tanz international zu beobachtenden Tendenz (siehe etwa hier) einer zunehmend freizügigeren Bekleidung bei Tänzerinnen. Entsprechend galten für Teilnehmer besondere Bekleidungsvorschriften, darunter ein Verbot hautfarbener Wäsche, sowie das Tragen von BHs ohne bzw. mit durchsichtigem Verbindungsstück und geschlitzten Röcken mit einer weniger als zehn Zentimetern Länge zwischen Schlitz und Hüftknochen. Die Nichtbeachtung der Bekleidungsregeln zog die sofortige Disqualifikation nach sich.

## Gewinner im Solo (nur Erwachsene)
Alle Ergebnisse, siehe Fußnote.
| Disziplin                                            | Gold             | Silber             | Bronze             |
| ---------------------------------------------------- | ---------------- | ------------------ | ------------------ |
| Orientalisch - Contemporary - Solo - Erwachsene 1    | Patricia Stephan | Carina Junk        | Sandra Kuhfus      |
| Orientalisch - Contemporary - Solo - Erwachsene 2    | Romy Mimus       | Claudia Shavgurjan | Valentina Chueva   |
| Orientalisch - Contemporary - Solo - Erwachsene 3    | Tizia Tuscher    | Carola Homann      | Anja Möller        |
| Orientalisch - Folklore - Solo - Erwachsene 1        | Irina Gordeeva   | Erika Gubbe        | Carina Junk        |
| Orientalisch - Folklore - Solo - Erwachsene 2        | Franziska Fink   | Ella Warkentin     | Anja Samim         |
| Orientalisch - Folklore - Solo - Erwachsene 3        | Carola Homann    | Johanna Schubert   | Barbara Janauschek |
| Orientalisch - Klassisch - Solo - Erwachsene 1       | Erika Gubbe      | Irina Gordeeva     | Joann Ordonez      |
| Orientalisch - Klassisch - Solo - Erwachsene 2       | Franziska Fink   | Romy Mimus         | Ella Warkentin     |
| Orientalisch - Klassisch - Solo - Erwachsene 3       | Tizia Tuscher    | Christina Chlepas  | Claudia Hübler     |
| Orientalisch - Show / Fantasie - Solo - Erwachsene 1 | Sandra Kuhfus    | Joann Ordonez      | Patricia Stephan   |
| Orientalisch - Show / Fantasie - Solo - Erwachsene 2 | Franziska Fink   | Ella Warkentin     | Thoola             |
| Orientalisch - Show / Fantasie - Solo - Erwachsene 3 | Susanne Metzig   | Carola Homann      | Johanna Schubert   |